# Колдвелл (Техас)
Колдвелл (англ. Caldwell) — місто (англ. city) в США, в окрузі Берлесон штату Техас. Населення — 3993 особи (2020).

## Географія
Колдвелл розташований за координатами 30°31′53″ пн. ш. 96°42′2″ зх. д. / 30.53139° пн. ш. 96.70056° зх. д. (30.531315, -96.700624).  За даними Бюро перепису населення США в 2010 році місто мало площу 10,16 км², з яких 10,10 км² — суходіл та 0,07 км² — водойми.

## Демографія
Згідно з переписом 2010 року, у місті мешкали 4104 особи в 1452 домогосподарствах у складі 1040 родин. Густота населення становила 404 особи/км².  Було 1646 помешкань (162/км²).
Расовий склад населення:
| - 74,1 % — білих - 12,7 % — чорних або афроамериканців - 0,5 % — корінних американців - 0,2 % — азіатів - 10,4 % — осіб інших рас |

До двох чи більше рас належало 2,1 %. Частка іспаномовних становила 27,6 % від усіх жителів.
За віковим діапазоном населення розподілялося таким чином: 28,3 % — особи молодші 18 років, 55,5 % — особи у віці 18—64 років, 16,2 % — особи у віці 65 років та старші. Медіана віку мешканця становила 36,2 року. На 100 осіб жіночої статі у місті припадало 92,2 чоловіків;  на 100 жінок у віці від 18 років та старших — 84,5 чоловіків також старших 18 років.
Середній дохід на одне домашнє господарство  становив 65 428 доларів США (медіана — 45 556), а середній дохід на одну сім'ю — 79 011 долар (медіана — 57 955). За межею бідності перебувало 20,9 % осіб, у тому числі 33,7 % дітей у віці до 18 років та 15,9 % осіб у віці 65 років та старших.
Цивільне працевлаштоване населення становило 1772 особи. Основні галузі зайнятості: освіта, охорона здоров'я та соціальна допомога — 27,0 %, виробництво — 16,1 %, мистецтво, розваги та відпочинок — 10,0 %, сільське господарство, лісництво, риболовля — 9,1 %.